# Эйсо
Эйсо (яп. 永祚 эйсо, вечный правитель) — девиз правления (нэнго) японского императора Итидзё с 989 по 990 год .

## Продолжительность
Начало и конец эры:
- 8-й день 8-й луны 3-го года Эйэн (по юлианскому календарю — 10 сентября 989 года);
- 7-й день 11-й луны 2-го года Эйсо (по юлианскому календарю — 26 ноября 990 года).

## Происхождение
Название нэнго было заимствовано:
- из 21-го цзюаня «Истории династии Цзинь» (кит. трад. 晉書, упр. 晋书, пиньинь Jìn shū, палл. Цзинь Шу):「宜奉宗廟、永承天祚」[4];
- из 89-го цзюаня «Книги Тан»:「当思荅極施之洪慈保無疆之永祚」[4].

## События
- 989 год (1-я луна 1-го года Эйсо) — император Итидзё посетил дом своего отца, дайдзё тэнно Энъю[6];
- 989 год (5-я луна 1-го года Эйсо) — кампаку Фудзивара-но Канэиэ заболел, и на его место был избран его сын, Фудзивара-но Мититака. После этого Канэиэ отстранился от государственных дел и постригся в буддийские монахи[6];
- 989 год (13-й день 8-й луны 1-го года Эйсо) — на регион Кинки обрушился тайфун;
- 990 год (2-й год Эйсо) — женой императора Итидзё стала Фудзивара-но Тэйси (яп. 藤原 定子). Отныне право поставлять жен японским монархам имел только род Фудзивара;
- 26 июля 990 года (2-й день 7-й луны 2-го года Эйсо) — Фудзивара-но Канэиэ скончался в возрасте 62 лет, а его дом был превращен в буддийский храм[6].

## Сравнительная таблица
Ниже представлена таблица соответствия японского традиционного и европейского летосчисления. В скобках к номеру года японской эры указано название соответствующего года из 60-летнего цикла китайской системы гань-чжи. Японские месяцы традиционно названы лунами.
| 1-й год Эйсо (Земляной Бык)       | 1-я луна*     | 2-я луна   | 3-я луна* | 4-я луна* | 5-я луна  | 6-я луна* | 7-я луна  | 8-я луна   | 9-я луна    | 10-я луна* | 11-я луна | 12-я луна  |
| --------------------------------- | ------------- | ---------- | --------- | --------- | --------- | --------- | --------- | ---------- | ----------- | ---------- | --------- | ---------- |
| Юлианский календарь               | 9 февраля 989 | 10 марта   | 9 апреля  | 8 мая     | 6 июня    | 6 июля    | 4 августа | 3 сентября | 3 октября   | 2 ноября   | 1 декабря | 31 декабря |
| 2-й год Эйсо (Металлический Тигр) | 1-я луна*     | 2-я луна*  | 3-я луна  | 4-я луна* | 5-я луна* | 6-я луна  | 7-я луна* | 8-я луна   | 9-я луна    | 10-я луна* | 11-я луна | 12-я луна  |
| Юлианский календарь               | 30 января 990 | 28 февраля | 29 марта  | 28 апреля | 27 мая    | 25 июня   | 25 июля   | 23 августа | 22 сентября | 22 октября | 20 ноября | 20 декабря |

* звёздочкой отмечены короткие месяцы (луны) продолжительностью 29 дней. Остальные месяцы длятся 30 дней.